# Saxifraga prattii
Saxifraga prattii är en stenbräckeväxtart som beskrevs av Adolf Engler och Irmsch.. Saxifraga prattii ingår i Bräckesläktet som ingår i familjen stenbräckeväxter. Utöver nominatformen finns också underarten S. p. obtusata.